# Enicospilus subhubeiensis
Enicospilus subhubeiensis là một loài tò vò trong họ Ichneumonidae.